# 洋里乡
洋里乡是中国福建省福州市闽侯县下辖的一个乡。

## 行政区划
洋里乡下辖以下地区：
洋里村、安仁村、锡地村、茶苑村、绅带村、新见村、花桥村、仙门村、岭兜村、仙洋村、后坑村、张际村、长基村、林洋村、刘洋村、刘地村、田垱村、金田村、廷洋村、洋头村、梧溪村、友泉村和梧洋村。